# 高見王
高見王（たかみおう、生没年不詳）は、桓武平氏（武家平氏）の祖とされる人物。系統図である『尊卑分脈』には名前と無位無官であったことだけが残っている。また『尊卑分脈』によると父は葛原親王（桓武天皇皇子）、長兄は高棟王と次兄善棟王、子は平高望とされているが、これも定かではない（詳細は後述）。『尊卑分脈』などの系統図にしか登場しない謎の人物である。

## 生没年について
- 『平姓奥州葛西系図』 など：弘仁元年（810年） - 天安元年（857年）8月19日
- 『千馬家系図』：弘仁8年（817年） - 斉衡2年（855年）
- 『千葉大系図』：天長元年（824年） - 嘉祥元年（848年）8月19日
- 『系図纂要』：生年不詳 - 仁和元年（885年）4月27日

上記のように史料によって記述がバラバラであり、実態として生没年に関しては不詳とする方が正確性が高いと思われる。

## 実在について
高見王はその後の桓武平氏（武家平氏）に直結する流れであるが、その実在が疑われている。文献によると父の葛原親王は高見王が誕生する前に子孫に平姓を賜り、臣籍への降下を朝廷に要請し、これが認められている。
しかし高見王は平高見を名乗ったと言う記録はない。これ以外にも文献上の矛盾が多く、また病弱であったとも伝えられているが、曲がりなりにも成年まで生き延びた人物かつ皇族の身分でありながら、無位無官であったことは大きな疑問点である。逆に病弱であった人物が子孫を残しえたかという疑問も残る。従って現代では高見王を実在しなかった人物とし、子とされる平高望は父とされる葛原親王の子であったとする説を主張する歴史研究家は少なくない。